# LZ-401
De LZ-401 is een verkeersweg op het Spaanse eiland Lanzarote. De weg loopt vanuit de plaats Tiagua (kruispunt met de LZ-20) via Soo naar de kustplaats Caleta de Famara in het noordwesten van het eiland. 